# قصبة مالقة
قصبة مالقة، هي حصن وقصر في ذات الوقت. تقع في مالقة، إسبانيا. بناها بنو حمود في بدايات القرن الحادي عشر.
تعد هذه القصبة من أبدع القصبات في الأندلس، ذلك لأن بُناتها خصصوا لها عناية فائقة، فالمدخل مبني على أساسات رومانية قديمة تعود إلى القرن الأول قبل الميلاد، حيث جدد بنو حمود المدخل وبنوا الحصن كله.
في 1487 احتل الملكان الكاثوليكيان فريدناند وإيزابيلا المدينة ومعها القصبة بعد حصار دام أربعة أشهر، فرفعا راية الصليب فوق الحصن لأول مرة في تاريخه.
وقد قال المؤرخ المعماري يوبلدو توريس بأن القلعة عبارة عن نموذج أولي لطريقة بناء القلاع في عصر ملوك الطوائف، حيث تكون القلعة مبنية من سورين وراء بعض وساحة داخلية كبيرة. التصميم الموازي لها يمكن مشاهدته فقط في قلعة الحصن في سوريا.

## التصميم

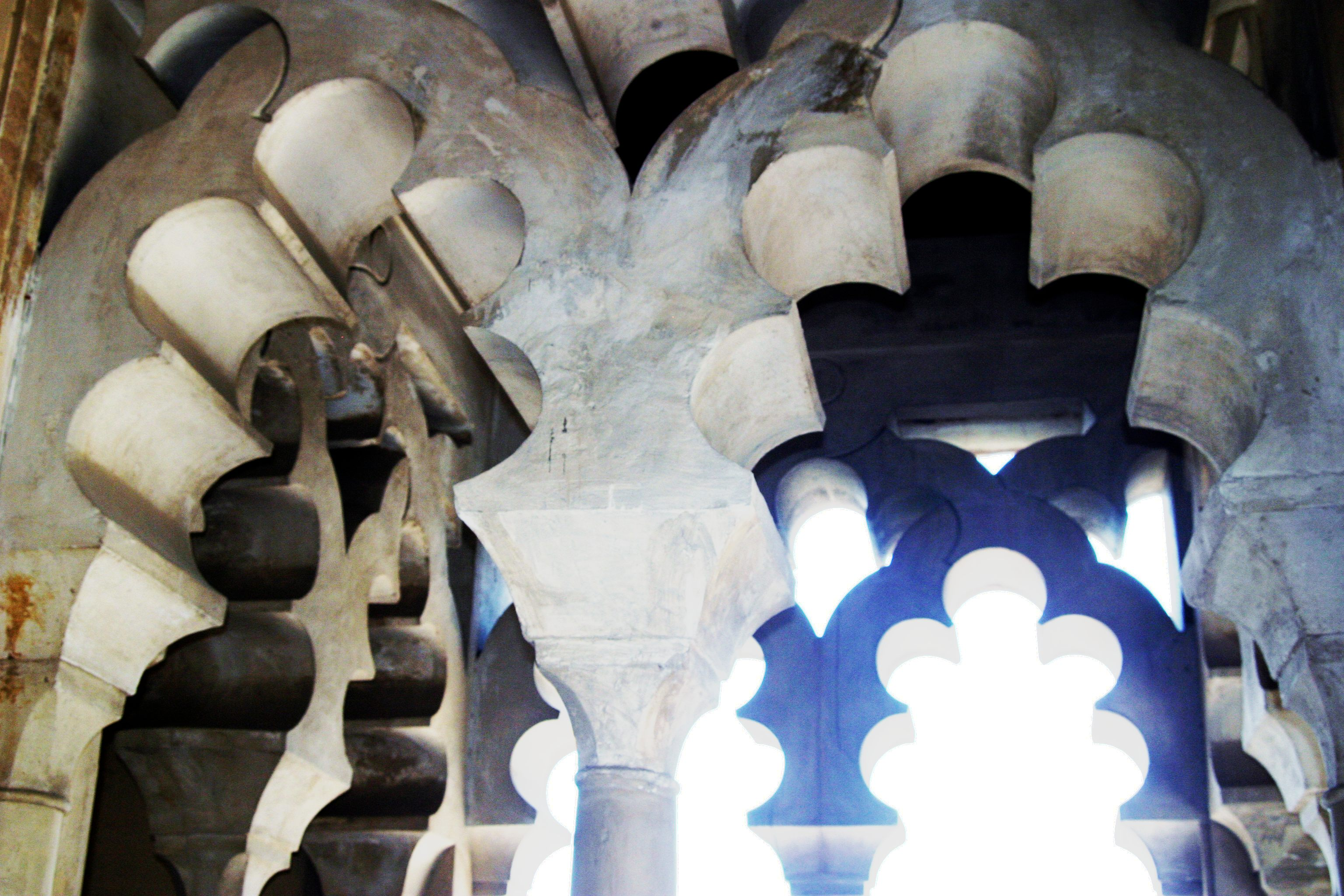
إحدى الأسوار داخل الحصن

تقع القصبة أعلى التل في قلب المدينة مطلةً على الميناء، وتتكون من سورين يبدو أنها متصلة بسور المدينة لتصبح بذلك ثلاثة أسوار، لكن لم يبقى منها اليوم سوى اثنان، الأول مبني على الحدود والحواف الجغرافية للتل، أما الثاني فهو مشكل من أبراج دفاعية.

### الحصن الخارجي
يقع مدخل الحصن الخارجي أو السور الخارجي على بوابة كبيرة عندها منخفض، كذلك المدخل يتكون من بوابة تنكفئ على نفسها بشكل مضاعف، مما يجعل التقدم داخل القصبة من هذه المنقطة صعباً للغاية للغزاة.

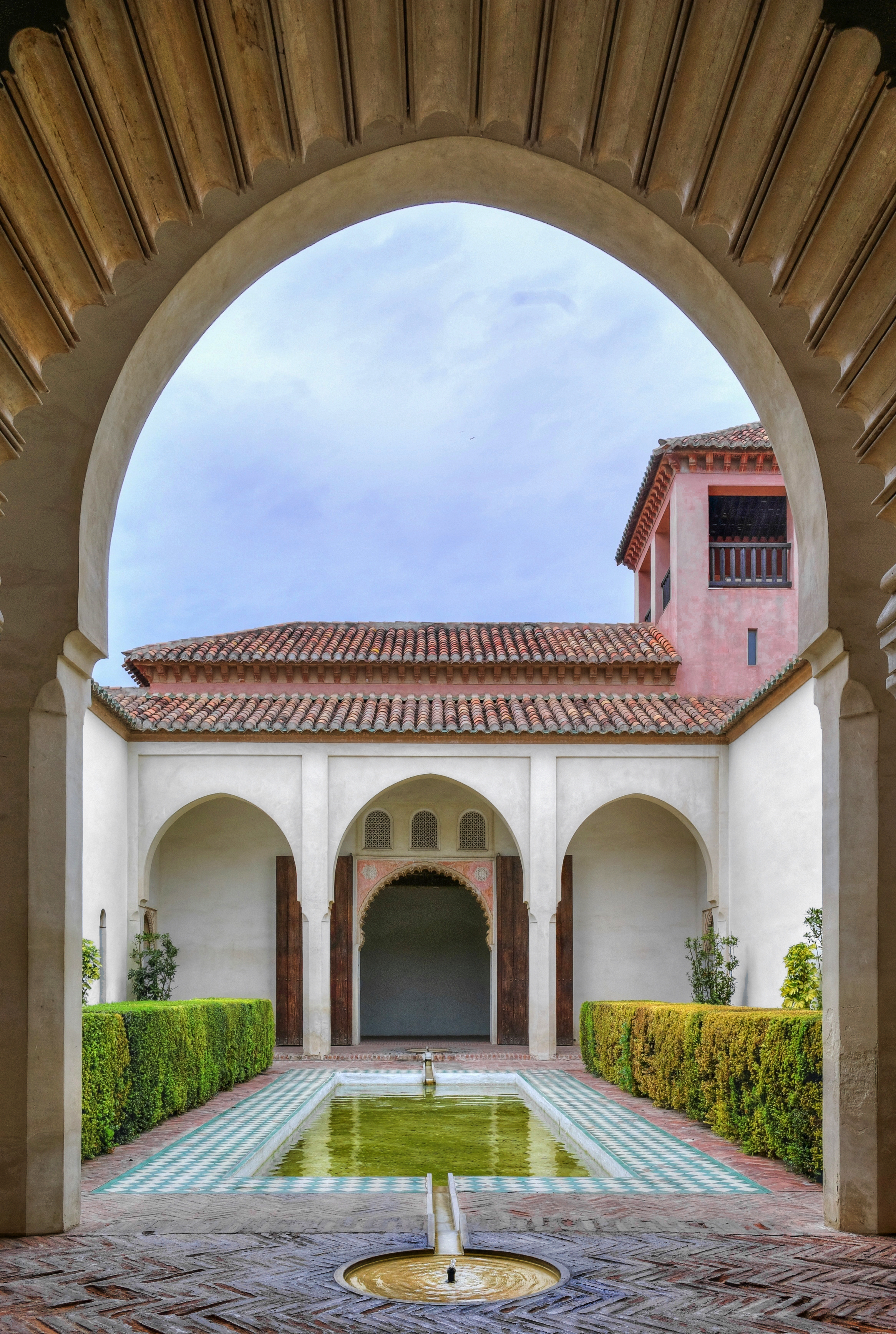
صورة إحدى الساحات الداخلية للحصن

### الحصن الداخلي
الحصن الداخلي يقع خلف الحصن الخارجي، ولا يمكن دخوله إلا عن طريق بوابة واحدة تقع في الجهة الغربية، وفي داخل هذا الحصن يقع القصر الرئيس وبجانبه بعض المساكن. بني القصر على ثلاث فترات بدأت في القرن الحادي عشر مروراً بالثالث عشر حتى الرابع عشر.